# Phylloscartes paulista
Phylloscartes paulista е вид птица от семейство Tyrannidae. Видът е почти застрашен от изчезване.

## Разпространение
Видът е разпространен в Аржентина, Бразилия и Парагвай.